# Moyock 300 1965
Moyock 300 1965 var ett stockcarlopp ingående i Nascar Grand National Series (nuvarande Nascar Cup Series) som kördes 7 november 1965 på den 0,333 mile (535,912 m) långa ovalbanan Dog Track Speedway i Moyock i North Carolina. Totalt avverkades 99,9 miles (160,773 km) fördelat på 300 varv. Banunderlaget var asfalt. Loppet vanns av Dick Hutcherson i en Ford på tiden 1:35.10 körande för Holman Moody. Hutchersons snitthastighet uppgick till 63,047 mph. Prispotten uppgick till 4 540 dollar, varav 1 000 dollar gick till segraren.

## Resultat
| Plc     | Nr | Förare          | Team/ bilägare           | Konstruktör | Start | Varv | Ledda varv |
| ------- | -- | --------------- | ------------------------ | ----------- | ----- | ---- | ---------- |
| 1       | 29 | Dick Hutcherson | Holman Moody             | Ford        | 3     | 300  | 269        |
| 2       | 11 | Ned Jarrett     | Bondy Long               | Ford        | 2     | 300  | 0          |
| 3       | 43 | Richard Petty   | Petty Enterprises        | Plymouth    | 1     | 300  | 31         |
| 4       | 55 | Tiny Lund       | Lyle Stelter             | Ford        | 4     | 298  | 0          |
| 5       | 90 | Sonny Hutchins  | Donlavey Racing          | Ford        | 7     | 297  | 0          |
| 6       | 88 | Buddy Baker     | Buck Baker Racing        | Dodge       | 5     | 292  | 0          |
| 7       | 87 | Buck Baker      | Buck Baker Racing        | Chevrolet   | 10    | 289  | 0          |
| 8       | 8  | Dick Dixon      | Dan Colone               | Ford        | 6     | 287  | 0          |
| 9       | 64 | Darel Dieringer | Langley-Woodfield Racing | Ford        | 16    | 282  | 0          |
| 10      | 89 | Neil Castles    | Buck Baker Racing        | Oldsmobile  | 12    | 274  | 0          |
| 11      | 68 | Bob Derrington  | Bob Derrington           | Ford        | 14    | 263  | 0          |
| 12      | 53 | Jimmy Helms     | David Warren             | Ford        | 11    | 256  | 0          |
| 13      | 80 | Allen McMillion | Allen McMillion          | Pontiac     | 15    | 236  | 0          |
| 14      | 34 | Wendell Scott   | Scott Racing             | Ford        | 17    | 168  | 0          |
| 15      | 20 | Clyde Lynn      | Negre Racing             | Ford        | 9     | 124  | 0          |
| 16      | 06 | Cale Yarborough | Kenny Myler              | Ford        | 8     | 90   | 0          |
| 17      | 97 | Henley Gray     | Gene Cline               | Ford        | 13    | 22   | 0          |
| 18      | 59 | Tom Pistone     | Glen Sweet               | Ford        | 18    | 1    | 0          |
| Källor: |    |                 |                          |             |       |      |            |